# Le Médecin des dames de Néans
Le Médecin des dames de Néans est le premier roman publié par René Boylesve, en 1896.
Au prix d'un « adultère programmé » puis du suicide de son premier amant, une femme s'éveille à l'amour, dans une œuvre dont l'action se partage entre une cité fictive, mais où Descartes (ville natale de Boylesve) est reconnaissable, et la ville d'Aix-les-Bains.

## Résumé
À Néans, petite ville française de province, madame Durosay, épouse du notaire, semble atteinte, comme toutes les autres femmes de la bourgeoisie dans cette petite ville assoupie, d'une curieuse maladie de langueur ; inoccupée tout au long des journées, allongée, elle ne souhaite rien, ne désire rien. Le docteur Grandier, médecin des dames de Néans, décide de redonner un sens à sa vie en lui donnant un amant.

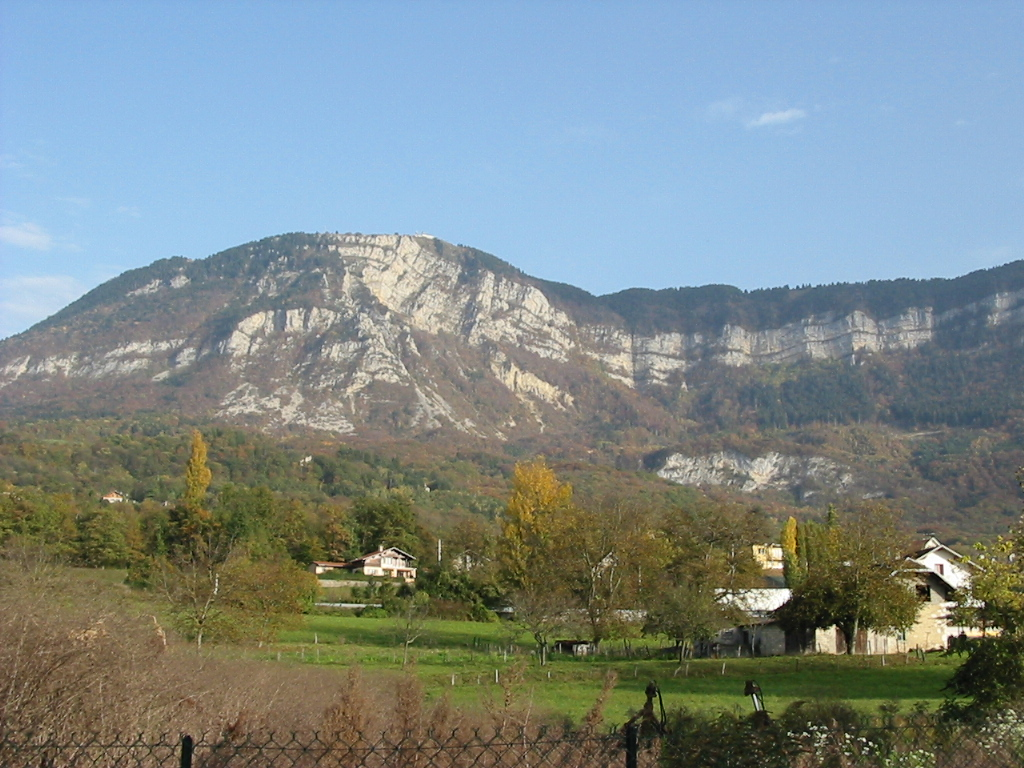
Le mont Revard vu depuis Aix-les-Bains.

Constatant qu'une certaine complicité semble se nouer entre Mme Durosay et le jeune Septime de Jallais, il décide d'envoyer le couple Durosay, ainsi que Septime, « prendre les eaux » à Aix-les-Bains ; il les accompagne. C'est là que Mme Durosay, enfin délivrée de son aboulie, s'offre à Septime dans un chalet du mont Revard. Le curé de Néans vient les rejoindre et tous font la connaissance de M. Lureau-Vélin, qui ne semble pas insensible aux charmes enfin révélés de Mme Durosay. Durosay, de son côté, a une aventure avec une curiste. Ces liaisons adultères sont évidemment insupportables pour le curé de Néans, qui en tombe malade, s'affaiblit puis meurt.
Le retour à Néans s'effectue en compagnie de Lureau-Vélin, devenu familier du couple Durosay et venant s'installer dans une propriété de la ville, au grand désespoir de Septime qui éprouve pour la première fois la jalousie amoureuse. Peu après, lors d'une promenade de nuit, Septime surprend Lureau-Vélin avouer son amour à Mme Durosay. Ne pouvant le supporter, il se jette dans un bassin et se noie.
Le roman se conclut sur une dernière réflexion du médecin des dames de Néans qui, voyant Lureau-Vélin et Mme Durosay réunis devant le corps de Septime, juge que son projet a réussi, même s'il n'a pas suivi le cours prévu.

## Personnages principaux
- Le docteur Grandier, « médecin des dames de Néans », surnommé Esculape ;
- M. de Prébendes, curé auxiliaire de Néans ;
- M. Durosay, notaire à Néans ;
- Annie Durosay, son épouse ;
- Septime de Jallais, élève du curé de Néans ;
- Godefroy Lureau-Vélin, ingénieur.

## Analyse de l'œuvre

### Lieux, époques et références historiques

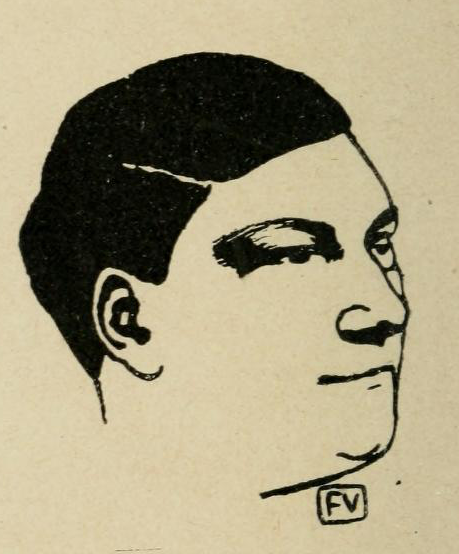
Hugues Rebell par Félix Vallotton (vers 1898).

Si certains lieux sont bien réels et identifiés, comme Chinon au début du livre, Aix-les-Bains ou le mont Revard au milieu du roman, la ville de Néans constitue un nom fictif d'emprunt pour la ville natale de Boylesve, La Haye, cité assoupie de province. En dépeignant cette cité sous un aspect nettement négatif, Boylesve semble ainsi régler ses comptes avec celle, réelle, dont l'ambiance et l'état d'esprit d'une partie de la population ont causé le départ de son père, notaire, puis sa ruine et finalement son suicide. La description d'Aix-les-Bains,  trépidante de vie autour de ses thermes, ajoute encore, par contraste, à cette impression ; c'est d'ailleurs là que Boylesve a terminé la rédaction de son roman.
Le choix du nom de Grandier, pour le médecin qui applique des méthodes pour le moins originales (incitation à l'adultère), peut renvoyer, selon François Trémouilloux, au nom d'Urbain Grandier, curé de Loudun, ville assez proche de La Haye, condamné au bûcher pour sorcellerie en 1634. Quant au personnage lui-même, il semble avoir été partiellement inspiré à Boylesve par son ami Hugues Rebell, à qui le roman est dédié.

### Thèmes abordés dans le roman
Le roman renferme déjà la plupart des thèmes que Boylesve abordera de manière récurrente dans l'ensemble de ses œuvres : c'est un roman de mœurs où transparaissent « le conflit entre ascétisme et sensualité, la pureté fatale du premier amour ». Charles Maurras accueille très favorablement le livre en soulignant la double lecture qui peut en être faite : « C'est un récit grave et lascif, spirituel et tendre. L'auteur se montre philosophe sans dureté, moraliste sans tristesse ».
Certains caractères du livre se retrouveront, sous des noms divers, dans les œuvres futures de Boylesve. Ainsi, Durosay, époux aimable mais au fond assez indifférent au sort de sa femme, sera le marquis de Chamarante de La Leçon d'amour dans un parc. Septime est confronté à l'amour voué à l'échec, comme Dieutegard (La Leçon d'amour dans un parc) ou Henri (Le meilleur Ami et Mon Amour). 
L'« antimorale [...] nouvelle » prônée par Grandier triomphe de la « morale conservatrice » de l'abbé et c'est l'amour qui sort vainqueur de ce combat. Cette vision de l'amour n'est pourtant pas celle de Boylesve lui-même qui regrette que les femmes soient plus durablement séduites par des Lureau-Velin que par des Septime.

## Éditions
- Parution sous forme de feuilleton dans La Cocarde en 1895[TR 4] ;
- Le Médecin des dames de Néans, Paris, Ollendorff, 1896, 329 p. (édition originale)
- Le Médecin des dames de Néans, Paris, Calmann-Lévy, 1926, 298 p.
- Le Médecin des dames de Néans  (préf. André Bourin), Paris, 10/18, 1988, 282 p.
- Le Médecin des dames de Néans  (préf. Thierry Rodange), Paris, Libris Éditions, 1998, 329 p.

## Pour en savoir plus